# ISM (álbum)
ISM es el sexto álbum lanzado por el productor de complextro Aleksander Vinter, y el cuarto bajo el alias de Savant. El mismo fue lanzado el 9 de septiembre de 2012 por la discográfica Section Z.

## Ediciones especiales
En consecuencia por el tercer aniversario del lanzamiento de ISM (9 de septiembre de 2015), Vinter publicó un remix de la canción «Starfish» pero bajo su alias Blanco, esta canción está únicamente disponible en su Bandcamp y no han anunciado planes para que la canción sea publicada en algún otro lugar. Además, aunque esta canción se considera parte del ISM, ésta no está incluida en la discografía completa de Savant, ofrecida en este sitio.

### Versión física
Al igual que en el tercer aniversario del álbum, el 9 de septiembre de 2016, por el cuarto, Savant publicó una versión en CD del álbum como una edición limitada, trayendo esta las canciones de la edición especial del tercer aniversario, además de una portada nueva. Se hicieron 750 copias de esta versión.

## Lista de canciones
| N.º   | Título                 | Duración |  |
| 1.    | «Prelude»              | 6:26     |  |
| 2.    | «The Beat»             | 4:05     |  |
| 3.    | «Nightmare Adventures» | 3:29     |  |
| 4.    | «Ghetto Blastah»       | 3:45     |  |
| 5.    | «Syko» (con Twistex)   | 5:05     |  |
| 6.    | «Starfish»             | 5:01     |  |
| 7.    | «Zeitgeist»            | 4:23     |  |
| 8.    | «8-Bit Lightsaber»     | 4:26     |  |
| 9.    | «Mystery»              | 5:08     |  |
| 10.   | «Outfox»               | 5:34     |  |
| 11.   | «No Shit Sherlock»     | 3:43     |  |
| 12.   | «Cry for Love»         | 5:10     |  |
| 13.   | «ISM»                  | 5:25     |  |
| 59:54 |                        |          |  |

| Edición especial por tercer aniversario |                           |          |  |
| N.º                                     | Título                    | Duración |  |
| 14.                                     | «Starfish» (Blanco Remix) | 5:34     |  |
| 1:05:28                                 |                           |          |  |